# كيكوناي
كيكوناي  هي بلدية في اليابان، وبلدة في اليابان، تقع في مقاطعة كاميسو، بلغ عدد سكانها 4,243  نسمة وذلك حسب إحصائيات سنة 2018، تبلغ مساحتها 221.88 كيلومتر مربع.

## مدن توأم
المدن التوأم:
- تسوروكا، ياماغاتا.